# 特拉爾特庫特利
特拉爾特庫特利（Tlaltecuhtli）是阿茲特克傳說中的一個怪物；有時也有女性形象。某個版本的創世神話指出：第四太陽毀滅之後，特斯卡特利波卡與克特薩爾科瓦特爾變身為蛇，連手將這巨大的怪物撕裂成兩半──一半成為天，一半成為地。之後，諸神令她的身軀長出山川、洞窟、草木、百花。特拉爾特庫特利常見於阿茲特克建的紀念碑或石雕像基座，她被描繪成一隻四足、頭是骷髏的怪獸。